# Žirovnica, Žirovnica
Žirovnica este o localitate din comuna Žirovnica, Slovenia, cu o populație de 550 de locuitori.